# Sokolí hnízdo
Zámeček Sokolí hnízdo stojí v blízkosti Pravčické brány v národním parku České Švýcarsko. Výletní zámeček s restaurací se nachází na katastru obce Hřensko v okrese Děčín v Ústeckém kraji.

## Historie
S počátky turistiky v Českosaském Švýcarsku jsou spojeny také počátky existence zámečku, resp. jeho předchůdce. Tím byl malý domek pokrytý kůrou, jenž byl vystavěn kolem roku 1826 a sloužil jako výčep. V roce 1881 nechal na jeho místě kníže Edmund Clary-Aldringen postavit výletní zámeček. Ten si na jeho výstavbu pozval dělníky z Itálie, kteří tehdy představovali nejlevnější pracovní sílu. Stavba zámečku trvala pouhý jeden rok. Koncem 70. let 19. století došlo k vydláždění cesty Palagiensteig, která objekt spojovala s Hřenskem. Ve stejné době byla vytvořena i promenádní stezka na Mezní Louku. První turisté, kteří sem mířili, pocházeli z řad měšťanstva či šlechty. V minulosti také bývalo zvykem si na cestu najímat mezky či nosiče. V roce 2003 bylo v prvním patře zámečku zřízeno muzeum Českého Švýcarska.

## Dostupnost
Zámeček je dostupný po červené turistické značce od Mezní Louky na Hřensko, jehož trasu kopíruje NS Okolím Hřenska.